# Unidad Modelo
Unidad Modelo är en ort i Mexiko.   Den ligger i kommunen Cintalapa och delstaten Chiapas, i den sydöstra delen av landet, 600 km öster om huvudstaden Mexico City. Unidad Modelo ligger 721 meter över havet och antalet invånare är 397.
Terrängen runt Unidad Modelo är kuperad. Runt Unidad Modelo är det ganska glesbefolkat, med 26 invånare per kvadratkilometer. Närmaste större samhälle är Nuevo San Juan Chamula, 17,5 km öster om Unidad Modelo. I omgivningarna runt Unidad Modelo växer huvudsakligen savannskog.